# Ботово (Римавска Собота)
Ботово (слч. Bottovo) насељено је мјесто са административним статусом сеоске општине (слч. obec) у округу Римавска Собота, у Банскобистричком крају, Словачка Република.

## Становништво
| Година:    | 1994. | 2004.   | 2014.   | 2024.   |
| ---------- | ----- | ------- | ------- | ------- |
| Број људи: | 198   | 212     | 209     | 201     |
| Разлика:   |       | +7,07 % | -1,41 % | -3,82 % |

| Година:    | 2023. | 2024.   |
| ---------- | ----- | ------- |
| Број људи: | 202   | 201     |
| Разлика:   |       | -0,49 % |

Према подацима о броју становника из 2011. године насеље је имало 205 становника.